# Franco Andrea Bonelli
Pour les articles homonymes, voir Bonelli.
Franco Andrea Bonelli (né le 10 novembre 1784 à Coni dans le Piémont et mort le 18 novembre 1830 à Turin) est un ornithologue, un entomologiste et un collectionneur italien.

## Biographie
On connaît très peu de chose sur la vie de Bonelli. On sait simplement qu’il s’est intéressé très jeune à l’étude de la faune qui l'entoure, chassant, préparant les spécimens, notant ses observations. Il souffrait de rachitisme et mesurait seulement 1,37 m. Il devient membre de la Reale Società Agraria di Torino en 1807 où il présente sa première communication portant sur les coléoptères du Piémont. La qualité de celle-ci lui vaut l’intérêt des naturalistes de son époque.
En avril 1810, Georges Cuvier (1769-1832), est envoyé à Turin par le gouvernement français pour y réorganiser l’université de Turin et sa fusion avec l’université Impériale fondée par Napoléon. Cuvier est très impressionné par les connaissances de Bonelli. Cuvier l’incite à compléter sa formation en venant suivre des cours au Muséum national d'histoire naturelle. Bonelli va suivre ce conseil, d’autant que cela lui facilitera l’obtention d’une chaire dans la nouvelle université. En septembre 1810, il arrive à Paris et écrit alors à son frère :
« La visite au Musée, que Cuvier m'a fait effectuer dans son ensemble, et que j'examinerai minutieusement, m'a offert un tel spectacle qu'il mérite bien que l'on fasse trois cents lieues pour l'aller voir. Les prévenances dont firent preuve à mon égard Cuvier, Lamarck et Geoffroy, ainsi que tous les assistants naturalistes, furent pour beaucoup dans l'affection dont je me pris pour ces lieux. (...) Aujourd'hui, j'ai rendu visite à M. Lamarck, qui, ayant découvert que je suis partisan de plusieurs de ses idées, s'est particulièrement pris d'affection pour moi, m'instruit en beaucoup de choses, et m'accorde de grandes facilités pour étudier les animaux invertébrés »
L'année suivante, Bonelli devient professeur de zoologie à l'université de Turin et conservateur du muséum de zoologie. Il constitue l'une des plus grandes collections d'oiseaux d'Europe. Grâce à son action, la notoriété de l'université de Turin rivalise avec celle de Padoue.
Il écrit, en 1811, son Catalogue des Oiseaux du Piémont où il décrit 262 espèces. En 1815, il découvre l'oiseau aujourd'hui nommé le Pouillot de Bonelli (Phylloscopus bonelli) que Louis Vieillot (1748-1831) décrit en 1819. La même année, il découvre l'Aigle de Bonelli (Aquila fasciata) que le même Vieillot décrit en 1822.
C'est Carlo Giuseppe Gené (1800-1847) qui lui succède à la tête du Muséum.

## Publications
- Catalogue des Oiseaux du Piemont (1811).
- Observations Entomologique. Première partie. Mém. Acad. Sci. Turin 18: 21-78, Tabula Synoptica  (1810).
- Observations entomologiques. Deuxieme partie. Mém. Acad. Sci. Turin 20: 433-484  (1813).